# Кон Сатоші
Кон Сатоші (яп. 今 敏, Kon Satoshi, нар. 12 жовтня 1963 — пом. 24 серпня 2010) — японський режисер, художник-мультиплікатор, сценарист і манґака із Саппоро, член Japanese Animation Creators Association (JAniCA, некомерційна організація за покращення умов праці працівників аніме-індустрії). Здобув вищу освіту на факультеті графічного дизайну Університету мистецтв Мусасіно. Старший брат Сатоші — гітарист і музикант Кон Цуйоші.

## Біографія

### Ранні роки
Кон Сатоші народився 12 жовтня 1963 року. Через те, що батько Сатоші мусив переїхати через роботу, Сатоші навчався з четвертого класу початкової школи до другого класу середньої школи в Саппоро. Кон був однокласником і близьким другом манґаки Такадзави Сейхо. Після вступу до старшої школи Hokkaido Kushiro Koryo High School (у місті Кусіро) у Кона з'явилося бажання стати мультиплікатором. Його улюбленими роботами були: Space Battleship Yamato (1974), Heidi, Girl of the Alps (1974), Future Boy Conan (1978) і Mobile Suit Gundam (1979), а також Domu: A Child's Dream Отомо Кацухіро. На малюнки Кона вплинули роботи Цуцуй Ясутаки. Кон здобув вищу освіту на курсі графічного дизайну в Університеті мистецтв Мусасіно у 1982 році. Впродовж цього періоду часу Кон переглянув багато іноземних фільмів та із захопленням читав книги Цуцуй Ясутаки.

### Початок кар'єри
Навчаючись у коледжі, Кон почав свою діяльність як манґака зі своєї короткої манґи Toriko (1984), посівши друге місце на 10-й щорічній премії імені Тіби Тецуї від журналу Young Magazine (видавництво Kodansha). Зрештою, він влаштувався на роботу помічником Отомо Кацухіро. Після закінчення навчання у коледжі у 1987 році Кон написав однотомну манґу Kaikisen (1990) і написав сценарій для фільму Отомо Кацухіро World Apartment Horror. У 1991 році Кон працював художником-мультиплікатором і художником-графіком над фільмом Roujin Z. Кон працював супервізором під час роботи над анімаційним фільмом Patlabor 2: The Movie Осії Мамору поряд з іншими анімаційними фільмами. Після цих робіт він працював над манґою Seraphim: 266,613,336 Wings разом з Осії, яка була опублікована у 1994 році у журналі Animage:17. У 1995 році Кон виконував роль сценариста, художника-графіка і режисера короткого фільму Magnetic Rose, першого у серії трьох коротких фільмів Memories Отомо Кацухіро. Згодом у своїх роботах Кон неодноразово торкається теми змішування фантазії та реальності.

### Режисер
У 1993 році Кон написав сценарій і був співпродюсером п'ятого епізоду OVA-серіалу JoJo's Bizarre Adventure. У 1997 році Кон почав працювати над його першою роботою як режисера — Perfect Blue (в основі — однойменний роман Такеуті Йосікадзу). Ця напружена історія про поп-ідола стала першим фільмом Кона, над яким він працював у студії Madhouse. Кон спочатку був незадоволеним оригінальним сценарієм автора і попросив змінити його. Крім підтримки трьох основних елементів роману («ідол», «хоррор» і «переслідування»), Кону дозволили вносити будь-які зміни, які він забажає. Автором сюжету став Мурай Садаюкі, який намагався втілити ідею про розмиту межу між реальним світом і уявою.
Після Perfect Blue Кон вирішив зробити аніме-адаптацію роману 1993 року Paprika Цуцуй Ясутаки. Проте ці плани були заморожені після того, як дистриб'юторська компанія фільму Perfect Blue (Rex Entertainment) збанкрутувала. За збігом, наступна робота Кона також торкалася теми змішування фантазії та реальності. У 2002 році другий фільм Кона, Millennium Actress, став доступним широкій публіці. Фільм зосереджується на житті колишньої актриси, яка загадково перестала зніматися у фільмах на піку своєї кар'єри. Маючи такий самий запланований бюджет як і Perfect Blue (приблизно 120 000 000 єн), фільм Millennium Actress отримав кращі відгуки критиків і здобув більший фінансовий успіх, ніж його попередник, а також отримав численні нагороди. Автор сценарію — Мурай Садаюкі, який використовував безшовні з'єднання між уявою і реальністю, щоб створити «тромплей-подібний фільм». Millennium Actress став першим фільмом Кона Сатоші, музику для якого написав Хірасава Сусуму, чиєю музикальною творчістю тривалий час захоплювався Кон.
У 2003 році була анонсована третя робота Кона, Tokyo Godfathers. Події фільму обертаються довкола трьох безпритульних у Токіо, які у Святий Вечір знайшли немовля і вирішують знайти її батьків. Бюджет фільму Tokyo Godfathers став більшим, ніж двох попередніх робіт Кона (приблизно 300 000 000 єн). Робота торкається теми безпритульних і покинутих, маючи при цьому комедійні моменти. Автор сценарію — Нобумото Кейко.
У 2004 році вийшов 13-серійний телевізійний аніме-серіал Paranoia Agent, у якому Кон намагається переглянути тему змішування уяви і реальності, порушуючи при цьому також соціальні теми. Аніме було створено з великої кількості невикористаних ідей для пропозицій, які Кон вважав гарними, але не зміг використати ні в одному із своїх попередніх проектів.
У 2006 році після кількарічного планування і роботи був анонсований фільм Paprika. Історія фільму обертається довкола нової форми психотерапії, яка використовує аналіз мрій для лікування психічно хворих. Фільм мав високий успіх і здобув декілька нагород. Подібно до більшості попередніх робіт Кона, фільм зосереджується на поєднанні снів і реальності.
Після фільму Paprika Кон працював разом з Осіі Мамору і Сінкай Макото над телевізійним аніме-серіалом 2007 року Ani*Kuri15 від NHK, створивши короткометражну роботу Ohayō. Того ж року Кон допомагав у створенні і став учасником організації Japanese Animation Creators Association (JAniCA, некомерційна організація за покращення умов праці працівників аніме-індустрії).

### Погіршення стану здоров'я і смерть
Після завершенням роботи над Ohayō Кон почав працювати над своїм наступним фільмом, Dreaming Machine. У травні 2010 року у Кона був діагностований рак підшлункової залози термінальної стадії. Дізнавшись, що йому залишається прожити пів року, Кон вирішив провести решту свого життя у себе вдома. Невдовзі до своєї смерті Кон склав останнє повідомлення, яке було викладене у його блозі родиною Сатоші після його смерті. Як пояснював Кон у своєму повідомленні, він вирішив не робити новин про його швидко прогресуючу хворобу публічно, частково тому, що він був збентежений тим, як швидко його тіло стало дуже виснаженим і слабким. Звістка про його смерть викликала потрясіння і здивування, оскільки у Кона не помічали жодних ознак хвороби на порівняно недавніх до цього публічних подіях, тоді як рак прогресував до кінцевої стадії впродовж наступних після діагнозу місяців. Кон помер 24 серпня 2010 року у віці 46 років. Після своєї смерті Кон був згаданий у Fond Farewells журналу TIME серед інших відомих людей 2010 року. Даррен Аронофскі написав панегірик на його пам'ять, який був надрукований у Satoshi Kon's Animation Works (яп. 今敏アニメ全仕事), японській ретроспективній книзі про його кар'єру мультиплікатора.
Станом на 2013 рік, завершення Dreaming Machine залишалося під питанням через фінансові труднощі, лише 600 із 1500 кадрів були анімовані. На Otakon 2012 засновник Madhouse, Маруяма Масао, заявив: «На жаль, у нас все ще недостатньо грошей. Моя особиста мета — завершити це після п'яти років роботи над ним. Я все ще тяжко працюю над цією метою». У липні 2015 року компанія Madhouse повідомила, що Dreaming Machine залишається у виробництві, але вони шукають режисера, який відповідав би здібностям Кона та мав подібне бачення.
У серпні 2016 року продюсер студії MAPPA Маруяма Масао сказав у інтерв'ю: «Впродовж 4~5 років я продовжував шукати пригожого режисера, щоб закінчити роботу Кона. Перед його смертю вже були завершені розкадрування та сценарій, навіть частина ключових кадрів фільму. Тоді я подумав, що навіть якщо хтось і зможе імітувати роботу Кона, все одно буде зрозуміло, що це лише наслідування. Наприклад, якщо Хосода Мамору займе посаду режисера, завершений фільм Dreaming Machine все ще буде гарною роботою. Втім, це перетворить фільм на фільм Хосоди, а не Кона. Dreaming Machine повинен був стати фільмом Кона, його і лише його, а не когось ще. Це означає, що ми не можемо і не повинні наражатися на ризик тільки, щоб завершити його. Я потратив роки, щоб нарешті прийти до цього тяжкого висновку. Натомість, ми повинні взяти лише „оригінальну концепцію“ Кона і дозволити комусь перетворити це на художній фільм. Роблячи таким чином, завершена частина може 100 % бути роботою тієї особи і я не проти цього. Я також думаю про створення документального фільму про Кона».

## Теми робіт
Дін ДеБлуа зазначав, що «Сатоші Кон використовував рукописний засіб вираження, щоб досліджувати соціальні стигми і людську психіку, відкидаючи світло на нашу складність так, як це не вдалося б зробити у живому виконанні. Значна частина цього була суворою, інтенсивною, а часом навіть кошмарною. Кон не соромився торкатися дорослих тем чи зображувати живі відчуття у своїх роботах, і його фільми завжди будуть посередині між „мультфільмами“ та тим світом, який ми знаємо».

## Вплив
Найбільший вплив на Кона Сатоші мали роботи Філіпа Діка і Цуцуй Ясутаки. До вступу до старшої Кон прочитав багато манґи. Йому особливо подобалися: Space Battleship Yamato, Future Boy Conan, Galaxy Express 999 (1978), Mobile Suit Gundam і Domu: A Child's Dream. Західні фільми також вплинули на його творчість, зокрема найбільше: Slaughterhouse-Five (1972) Джорджа Роя Гілла, The City of Lost Children (1995) і роботи Террі Гілліама (особливо Time Bandits (1981), Brazil (1985) і The Adventures of Baron Munchausen (1989)). Крім Гілліама, він також писав, що дивився Монті Пайтон.
Кону подобалися роботи Куросави Акіри і у його фільмі Paprika є посилання на Куросаву. Втім, він стверджував, що здебільшого незнайомий з японськими фільмами.

## Спадок
Кон Сатоші вплинув на багатьох значних режисерів. Режисер Даррен Аронофскі визнав подібність між його фільмами Requiem for a Dream та Black Swan і фільму Perfect Blue Кона Сатоші. Хоча Аронофскі заперечує, що його фільми були натхненні Коном, він придбав права на Perfect Blue, щоб використати у фільмі, який не вийшов.

## Фільмографія
| Рік  | Назва                    | Режисер | Сценарист | Художник-мультиплікатор | Примітки |
| ---- | ------------------------ | ------- | --------- | ----------------------- | --- |
| 1991 | World Apartment Horror   |         | Так       |                         | Художній фільм. Автор сценарію, який пізніше використав у власній однойменній манзі.                                            |
| 1991 | Roujin Z                 |         |           | Так                     | Художній фільм. Дизайнер фонів, автор макетів і ключовий аніматор:16.                                                           |
| 1992 | Hashire Melos!           |         |           | Так                     | Художній фільм. Автор макетів і ключовий аніматор.                                                                              |
| 1993 | Patlabor 2               |         |           | Так                     | Художній фільм. Автор макетів.                                                                                                  |
| 1994 | JoJo's Bizarre Adventure | Так     | Так       | Так                     | OVA. Аніматор 9-го епізоду. Режисер 12-го епізоду. Сценарист епізодів 11, 12 і 13.                                              |
| 1995 | Memories                 |         | Так       | Так                     | Фільм-антологія. Сценарист, дизайнер фонів і автор макетів історії Magnetic Rose.                                               |
| 1997 | Perfect Blue             | Так     | Так       |                         | Художній фільм. Режисер:122. |
| 1998 | Detatoko Princess        |         |           | Так                     | OVA. Ключовий аніматор 2-го епізоду.                                                                                            |
| 1998 | Master Keaton            |         |           | Так                     | Телевізійний аніме-серіал. Ключовий аніматор 15-го епізоду.                                                                     |
| 2000 | Jin-Roh                  |         | Так       |                         | Художній фільм. Частково допомагав зі сценарієм на прохання його друга і режисера аніме Окіури Хіроюкі. У титрах не згадується. |
| 2001 | Millennium Actress       | Так     | Так       |                         | Художній фільм. Режисер, автор сценарію і дизайну персонажів:122.                                                               |
| 2003 | Tokyo Godfathers         | Так     | Так       |                         | Художній фільм. Режисер і автор сценарію:123.                                                                                   |
| 2004 | Paranoia Agent           | Так     |           |                         | Телевізійний аніме-серіал. Режисер, автор ідеї і розкадровок для опенінгу та епізодів 1, 9 і 13:123.                            |
| 2006 | Paprika                  | Так     | Так       |                         | Художній фільм. Режисер і сценарист:124.                                                                                        |
| 2008 | Good Morning             | Так     | Так       |                         | Короткометражний фільм. Частина Ani*Kuri15                                                                                      |

### Манґа
| Рік       | Назва                                                        | Примітки |
| --------- | ------------------------------------------------------------ | --- |
| 1984      | Toriko (яп. 虜)                                              | Додзінсі і перша робота як манґаки. З цією роботою здобув 2-ге місце на премії імені Тіби Тецуї у номінації «Найкращий новачок»:14. Опублікована англійською мовою у зібранні Dream Fossil. Не має відношення до манґи Toriko Сімабукуро Міцутосі. |
| 1990      | Tropic of the Sea (яп. 海帰線)                               | Опублікована у журналі Young Magazine видавництвом Kodansha:15. Опублікована англійською мовою у 2013 році видавництвом Vertical Comics. |
| 1990      | Akira                                                        | Як асистент художника, серед авторів не згадується:15. |
| 1991      | World Apartment Horror (яп. ワールド・アパートメントホラー)  | Адаптація сюжету однойменного аніме-фільму режисера Отомо Кацухіро за сценарієм Нобумото Кейко. |
| 1994      | Seraphim: 266613336 Wings (яп. セラフィム 2億6661万3336の翼) | Незавершена спільна робота з Осіі Мамору, яка виходила з травня 1994 до листопада 1995 року у журналі Animage:17. Частково перевидана посмертно в меморіальному додатку у журналі Monthly Comic Ryū у 2010 році і опублікована у формі книги коміксів компанією Tokuma Shoten у грудні того ж року. Опублікована англійською у 2015 році видавництвом Dark Horse Comics. |
| 1995–1996 | Opus                                                         | Незавершена манґа, яка виходила двічі на місяць у Comic Guys у 1995—1996 роки. Вона була зібрана у вигляді колекції і перевидана у грудні 2010 року. Опублікована англійською у 2014 році компанією Dark Horse Comics. |

### Інша літературна робота
| Рік  | Назва                                                                                 | Видавець               | ISBN                | Примітки |
| ---- | ------------------------------------------------------------------------------------- | ---------------------- | ------------------- | --- |
| 2002 | Kon's Tone: The Road to "Millennium Actress" (яп. コンズ・トーン: 「千年女優」への道) | Shobunsha Publications | ISBN 978-4794965462 | Біографічний твір про його роботу над другим фільмом. Перевиданий у 2013 році.                                                                              |
| 2002 | Chiyoko: Millennial Actress (яп. 千年女優画報―『千年女優』ビジュアルブック)           | Kawade Shobo Shinsha   | ISBN 978-4309905112 | Артбук з інтерв'ю з акторами та режисером, а також дизайн персонажів, випущений компанією Madhouse.                                                         |
| 2003 | Tokyo Godfathers: Angel Book (яп. 東京ゴッドファーザーズ・エンジェルブック)           | Takarajimasha          | ISBN 978-4796636803 | Артбук з інтерв'ю з акторами та режисером, а також зображення персонажів та фонів.                                                                          |
| 2011 | The Anime Works of Satoshi Kon (яп. 今 敏アニメ全仕事)                                | G.B. Co. Ltd.          | ISBN 978-4901841948 | Ретроспективна книга з інтерв'ю, дизайном персонажів та інше.                                                                                               |
| 2012 | Kon's Tone II                                                                         |                        |                     | Продавалося виключно через онлайн-магазин Kon's Tone. Зібрання есе і ескізів, включно з його прощальним повідомленням.                                      |
| 2015 | Perfect Blue Storyboard Collection (яп. 今敏 絵コンテ集 PERFECT BLUE)                 | Fukkan                 | ISBN 978-4835451411 | Повне розкадрування аніме Perfect Blue. |
| 2015 | Dream Fossil: The Complete Stories of Satoshi Kon                                     | Vertical Comics        | ISBN 978-1941220245 | Опубліковане у Японії у 2011 році. Зібрання коротких серій манґа Кона, які публікувалися з 1984 до 1989 року. Містить манґи Toriko, Waira і Joyful Bell.    |
| 2015 | The Art of Satoshi Kon                                                                | Dark Horse Comics      | ISBN 978-1616557416 | Видане в Японії як Kon's Work 1982—2010 у 2014 році. Артбук, який охоплює всю його кар'єру, містить дизайн персонажів невипущеного фільму Dreaming Machine. |